# Caucazul de Nord

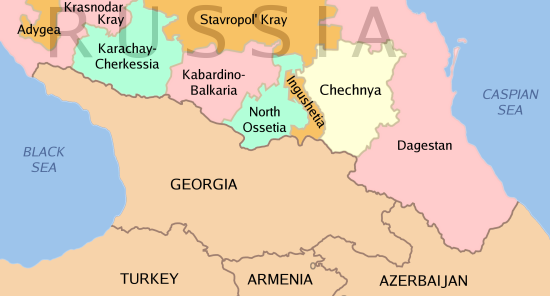
Cele 6 republici ale Caucazului de Nord a Federație Ruse

Caucazul de Nord (în rusă Северный Кавказ) este partea de nord a regiunii Caucazului, între Marea Neagră și Marea Caspică, în partea europeană a Rusiei. Termenul este, de asemenea, folosit ca un sinonim pentru regiunea economică Caucazului de Nord a Rusiei.
Din punct de vedere politic, Caucazul de Nord (teritoriul la nord de Caucazul Mare) include 6 republici ruse. Ca parte a Federației Ruse, regiunea Caucazului de Nord este inclusă în Districtul Federal Nord-Caucazian, care include: Karaciai-Cerchezia, Kabardino-Balkaria, Osetia de Nord, Ingușetia, Cecenia și Republica Daghestan. Începând cu octombrie 2007, forțele separatiste conduse de Dokka Umarov și Ahmed Ievloiev susțin că toate regiunile nord-caucaziene de la Karaciai-Cerchezia până la Marea Caspică, sunt parte a teritoriului invadat de Rusia în secolul al XVIII-lea, care ulterior i-a expulzat pe cei mai multe dintre caucazieni în Turcia, Bulgaria, Siria, Iordania și alte state. Aceleași figuri au proclamat Emiratul Caucaz, după căderea Republicii Cecene Icikeria.
Din punct de vedere geografic, termenul Caucazul de Nord cuprinde versantul nordic și extremitatea vestică a munților Caucazul Mare, precum și o parte din panta de sud-vestică (până la râul Psou). Zona de stepa pontică este de multe ori, de asemenea, cuprinsă în noțiunea de „Caucazul de Nord”, astfel limita de nord a regiunii geografice este în general considerat a fi depresiunea Kuma-Manîci. Aceasta este delimitată de Marea Azov și strâmtoarea Kerci la vest, și Marea Caspică la est. În conformitate cu Concise Atlas of the World, cea mai mare parte din regiune nord-caucaziană se află în partea europeană „general acceptată”, care separă Europa de Asia.

## Demografia republicelor ruse din Caucazul de Nord

### Numărul populației
| 2010       | 2012       | 2014       | 2016       | 2018       | 2019       | 2020       | 2021       |
| ---------- | ---------- | ---------- | ---------- | ---------- | ---------- | ---------- | ---------- |
| ▲6.642.545 | ▲6.705.879 | ▲6.795.577 | ▲6.916.949 | ▲7.021.875 | ▲7.071.946 | ▲7.125.680 | ▲7.177.966 |

### Date geo-demografice
|    | Subdiviziune       | Populație (2021) | Suprafața   | Grupuri etnice dominante (2010)            | Natalitatea (2016) |
| -- | ------------------ | ---------------- | ----------- | ------------------------------------------ | ------------------ |
| #  | Total              | ▲7.177.966       | 104.336 km² |                                            |                    |
| 1. | Daghestan          | ▲3.132.268       | 50.270 km²  | Avari 29,4%, darghini 17,0%, cumâci 14,9%  | 16,8‰              |
| 2. | Cecenia            | ▲1.500.490       | 15.647 km²  | Ceceni 95,3%                               | 20,1‰              |
| 3. | Kabardino-Balkaria | ▲870.197         | 12.470 km²  | Kabardini 57,2%; ruși 22,5%; balcari 12,7% | 13,7‰              |
| 4. | Osetia de Nord     | ▼693.449         | 7.987 km²   | Osetini 64,5%, ruși 20,6%                  | 13,6‰              |
| 5. | Ingușetia          | ▲515.970         | 3.685 km²   | Inguși 94,1%                               | 16,5‰              |
| 6. | Karaciai-Cerchezia | ▼465.592         | 14.277 km²  | Karaciai 41,0%; ruși 31,6%; cerchezi 11,9% | 11,7‰              |

### Religia
Din punct de vedere confesional, regiunea este predominant musulmană, Islamul având o puternică dominare în Cecenia, Daghestan și Ingușetia, și o mai mică influență în Kabardino-Balkaria și Karaciai-Cerchezia. Osetia de Sud este majoritar creștin-ortodoxă.